# 亨寧 (明尼蘇達州)
亨寧（英語：Henning）是一個位於美國明尼蘇達州奧特泰爾縣的城市。

## 歷史
亨寧於1887年設立，得名自藥劑師約翰·O·亨寧（John O. Henning）。

## 人口
根據2020年美國人口普查的數據，亨寧的面積為8.66平方千米，當中陸地面積為8.56平方千米，而水域面積為0.10平方千米。當地共有人口854人，而人口密度為每平方千米99人。